# Contarinia cerriperda
Contarinia cerriperda är en tvåvingeart som beskrevs av Skuhrava 1991. Contarinia cerriperda ingår i släktet Contarinia och familjen gallmyggor.
Artens utbredningsområde är Tjeckien. Inga underarter finns listade i Catalogue of Life.